# Rachel Alana Handler
Rachel Alana Handler (Filadelfia, 6 de enero de 1988) es una actriz, cineasta y conferencista estadounidense, reconocida principalmente por su papel como Chunks en el filme de terror Smothered y como Peg Leg Doris en el seriado Entrevista con el vampiro.

## Carrera
Handler inició su carrera a comienzos de la década de 2000, con pequeñas apariciones en cine. Después de sufrir un accidente automovilístico que le llevó a la amputación de una de sus piernas, en la década de 2010 registró participaciones en seriados como Elementary, Getting it Wrong, Law & Order: Special Victims Unit, NCIS: New Orleans, New Amsterdam y Goliath. En 2016 interpretó uno de los papeles principales en el filme de terror Smothered. En 2022 fue anunciada en el reparto principal del seriado Entrevista con el vampiro, en el papel de Peg Leg Doris. El mismo año participó en el elenco de la obra teatral The Lucky Star.
Paralelo a su labor como actriz, ha producido y dirigido algunos cortometrajes y documentales. Por su labor, ha obtenido premios y nominaciones en eventos como los AT&T Film Awards, Best Shorts Competition, Easterseals Disability Film Challenge y en los Hollywood Hills Awards.

## Filmografía

### Cine y televisión
| Año  | Título                            | Papel              | Notas                                   |
| ---- | --------------------------------- | ------------------ | --------------------------------------- |
| 2001 | Shufflemania                      | Joven              |                                         |
| 2013 | Elementary                        | Denise Todd        | Episodio: "On the Line" (sin acreditar) |
| 2014 | Disabilidates                     | Rachel             |                                         |
| 2014 | Two and Twenty Troubles           | Rachel             |                                         |
| 2015 | Blue Bloods                       | Veterana           | Episodio: "Baggage"                     |
| 2015 | Getting it Wrong                  | Rachel             |                                         |
| 2016 | Law & Order: Special Victims Unit | Miembro del jurado | Episodio: "Star-Struck Victims"         |
| 2016 | Smothered                         | Chunks             |                                         |
| 2016 | Becky Nolita                      | Becky Nolita       |                                         |
| 2017 | The Housewarming                  | Alli               |                                         |
| 2017 | The Upside                        | Proctor            |                                         |
| 2018 | NCIS: New Orleans                 | Molly Lindell      | Episodio: "Empathy"                     |
| 2018 | Goliath                           | Flor               | 1 episodio                              |
| 2018 | New Amsterdam                     | Enfermera          | 2 episodios                             |
| 2022 | Best Food Forward                 | Maria              | 1 episodio                              |
| 2022 | Entrevista con el vampiro         | Peg Leg Doris      | 3 episodios                             |